# Deutscher Sportclub Arminia Bielefeld 1999-2000
Questa voce raccoglie le informazioni riguardanti il Deutscher Sportclub Arminia Bielefeld nelle competizioni ufficiali della stagione 1999-2000.

## Stagione
Nella stagione 1999-2000 l'Arminia Bielefeld, allenato da Hermann Gerland, concluse il campionato di Bundesliga al 17º posto e fu retrocesso in 2. Bundesliga. In Coppa di Germania l'Arminia Bielefeld fu eliminato agli ottavi di finale dallo Kickers Stoccarda.

## Rosa
| N. |                        | Ruolo | Calciatore           |
| -- | ---------------------- | ----- | -------------------- |
| 1  | Germania (bandiera)    | P     | Marc Ziegler         |
| 2  | Belgio (bandiera)      | D     | Jacky Peeters        |
| 4  | Germania (bandiera)    | C     | Silvio Meißner       |
| 5  | Germania (bandiera)    | C     | André Hofschneider   |
| 6  | Germania (bandiera)    | D     | Thomas Stratos       |
| 7  | Germania (bandiera)    | C     | Jörg Böhme           |
| 8  | Germania (bandiera)    | C     | Ronald Maul          |
| 9  | Germania (bandiera)    | A     | Bruno Labbadia       |
| 10 | Austria (bandiera)     | C     | Markus Weissenberger |
| 11 | Germania (bandiera)    | C     | Michael Sternkopf    |
| 12 | Germania (bandiera)    | C     | René Rydlewicz       |
| 13 | Paesi Bassi (bandiera) | D     | Thijs Waterink       |
| 14 | Brasile (bandiera)     | D     | Márcio Borges        |
| 15 | Ghana (bandiera)       | D     | Christian Saba       |
| 16 | Germania (bandiera)    | D     | Thomas Gansauge      |

| N. |                        | Ruolo | Calciatore          |
| -- | ---------------------- | ----- | ------------------- |
| 17 | Polonia (bandiera)     | C     | Bartosz Partyka     |
| 18 | Germania (bandiera)    | D     | Alexander Klitzpera |
| 19 | Paesi Bassi (bandiera) | D     | Roberto Straal      |
| 20 | Germania (bandiera)    | A     | Dirk van der Ven    |
| 21 | Camerun (bandiera)     | C     | Baya Baya           |
| 22 | Croazia (bandiera)     | P     | Zdenko Miletić      |
| 23 | Germania (bandiera)    | D     | Christian Alder     |
| 24 | Turchia (bandiera)     | A     | Berkant Göktan      |
| 25 | Germania (bandiera)    | C     | Jörg Bode           |
| 26 | Polonia (bandiera)     | C     | Łukasz Kwasniok     |
| 27 | Polonia (bandiera)     | A     | Artur Wichniarek    |
| 29 | Germania (bandiera)    | D     | Karsten Bremke      |
| 30 | Germania (bandiera)    | P     | Frederik Gößling    |
| 31 | Germania (bandiera)    | D     | Marcell Fensch      |

## Organigramma societario
Area tecnica
- Allenatore: Hermann Gerland
- Allenatore in seconda: Frank Geideck
- Preparatore dei portieri:
- Preparatori atletici:

## Calciomercato

### Sessione estiva
| Acquisti | Acquisti            | Acquisti             | Acquisti |
| R.       | Nome                | da                   | Modalità |
| -------- | ------------------- | -------------------- | -------- |
| A        | Artur Wichniarek    | Widzew Łódź          |          |
| C        | Baya Baya           | TuS Celle            |          |
| A        | Berkant Göktan      | Borussia M'gladbach  |          |
| A        | Josef Ivanović      | Meppen               |          |
| D        | Alexander Klitzpera | Bayern Monaco II     |          |
| C        | Łukasz Kwasniok     | Karlsruhe (juniores) |          |
| D        | Márcio Borges       | Waldhof Mannheim     |          |
| D        | Christian Saba      | Hertha Berlino       |          |
| A        | Dirk van der Ven    | Uerdingen 05         |          |
| D        | Thijs Waterink      | Gütersloh            |          |
| P        | Marc Ziegler        | Stoccarda            |          |

| Cessioni | Cessioni           | Cessioni               | Cessioni |
| R.       | Nome               | a                      | Modalità |
| -------- | ------------------ | ---------------------- | -------- |
| D        | Daniel Alabi       | Arminia Bielefeld II   |          |
| A        | Henryk Bałuszyński | Bochum                 |          |
| D        | Sven Boy           | Bochum                 |          |
| D        | Bernd Eigner       | Eintracht Braunschweig |          |
| A        | Milos Kolakovic    | Eintracht Braunschweig |          |
| A        | Giuseppe Reina     | Borussia Dortmund      |          |
| A        | Stefan Studtrucker | Arminia Bielefeld II   |          |

### Sessione invernale
| Acquisti | Acquisti        | Acquisti      | Acquisti |
| R.       | Nome            | da            | Modalità |
| -------- | --------------- | ------------- | -------- |
| D        | Thomas Gansauge | Hansa Rostock |          |

| Cessioni | Cessioni       | Cessioni       | Cessioni |
| R.       | Nome           | a              | Modalità |
| -------- | -------------- | -------------- | -------- |
| C        | Karim Bagheri  | Persepolis     |          |
| P        | Georg Koch     | Kaiserslautern |          |
| A        | Josef Ivanović | Magdeburgo     |          |

## Risultati

### Bundesliga

#### Girone di andata
| Arbitro: | Steinborn |

|           |           |              |
| Němec 45’ | Marcatori | 67’ Labbadia |

| Arbitro: | Fleischer |

|             |           |             |
| Meißner 51’ | Marcatori | 82’ Deisler |

| Arbitro: | Zerr |

|  |           |                          |
|  | Marcatori | 51’ Labbadia 87’ Meißner |

| Bielefeld 10 settembre 1999, ore 20:00 CEST 4ª giornata | Arminia Bielefeld | 0 – 0 referto | Wolfsburg | Bielefelder Alm (24 092 spett.)\| Arbitro: \| Wack \| |
| Arbitro:                                                | Wack              |               |           |                                                       |

| Arbitro: | Strampe |

|                            |           |  |
| Zdrilić 15’ Scharinger 27’ | Marcatori |  |

| Arbitro: | Merk |

|                               |           |          |
| Stratos 55’ Hermel 68’ (aut.) | Marcatori | 39’ Baya |

| Arbitro: | Weiner |

|                                                      |           |  |
| Max 22’, 67’ (rig.) Häßler 61’ Týce 71’ Agostino 89’ | Marcatori |  |

| Arbitro: | Heynemann |

|  |           |                      |
|  | Marcatori | 72’ Reina 87’ Ricken |

| Arbitro: | Jansen |

|                    |           |             |
| Arvidsson 20’, 68’ | Marcatori | 81’ Meißner |

| Arbitro: | Aust |

|             |           |               |
| Bagheri 56’ | Marcatori | 90’ Guié-Mien |

| Arbitro: | Zerr |

|                       |           |                     |
| Weissenberger 9’, 70’ | Marcatori | 52’ Bode 88’ Seidel |

| Arbitro: | Fleischer |

|                                             |           |  |
| Yeboah 16’, 49’, 74’ Präger 26’ Fischer 78’ | Marcatori |  |

| Arbitro: | Keßler |

|                   |           |                         |
| Weissenberger 58’ | Marcatori | 40’ Brdarić 62’ Roberto |

| Arbitro: | Merk |

|                                       |           |  |
| Strehmel 18’ Breitenreiter 84’ (rig.) | Marcatori |  |

| Arbitro: | Albrecht |

|  |           |                      |
|  | Marcatori | 75’ (rig.) Kovačević |

| Arbitro: | Meyer |

|                              |           |             |
| Salihamidžić 27’, 58’ (rig.) | Marcatori | 5’ Labbadia |

| Arbitro: | Kemmling |

|           |           |                 |
| Böhme 60’ | Marcatori | 75’, 82’ Dundee |

#### Girone di ritorno
| Arbitro: | Stark |

|              |           |                             |
| Labbadia 87’ | Marcatori | 16’ Sand 78’ (aut.) Meißner |

| Arbitro: | Albrecht |

|                 |           |  |
| Preetz 51’, 75’ | Marcatori |  |

| Arbitro: | Wagner |

|                   |           |                   |
| Weissenberger 36’ | Marcatori | 38’ Koch 90’ Buck |

| Arbitro: | Jansen |

|                            |           |  |
| Munteanu 35’ Juskowiak 68’ | Marcatori |  |

| Arbitro: | Heynemann |

|                                      |           |            |
| Bode 14’, 33’ Weissenberger 17’, 86’ | Marcatori | 6’ Pleuler |

| Arbitro: | Fleischer |

|            |           |              |
| Müller 62’ | Marcatori | 18’ Labbadia |

| Arbitro: | Zerr |

|                   |           |                           |
| Labbadia 41’, 45’ | Marcatori | 68’ Max 81’ (rig.) Häßler |

| Arbitro: | Keßler |

|                   |           |                                                 |
| Möller 15’ (rig.) | Marcatori | 23’ van der Ven 26’ (rig.) Stratos 64’ Labbadia |

| Arbitro: | Wagner |

|                             |           |                      |
| Maul 55’ Stratos 74’ (rig.) | Marcatori | 18’ Lantz 66’ Wibrån |

| Arbitro: | Koop |

|                       |           |                   |
| Zampach 39’ Schur 73’ | Marcatori | 60’ Weissenberger |

| Arbitro: | Meyer |

|                                   |           |          |
| Frings 21’, 54’ Herzog 41’ (rig.) | Marcatori | 65’ Bode |

| Arbitro: | Wack |

|                                           |           |  |
| Labbadia 7’ Stratos 66’ (rig.) Göktan 70’ | Marcatori |  |

| Arbitro: | Jansen |

|                                                      |           |                    |
| Beinlich 11’ Kirsten 22’ Ballack 38’ Rink 51’ (rig.) | Marcatori | 65’ (rig.) Meißner |

| Arbitro: | Berg |

|                   |           |  |
| Weissenberger 65’ | Marcatori |  |

| Arbitro: | Gagelmann |

|  |           |                                         |
|  | Marcatori | 6’ van der Ven 26’ Peeters 89’ Labbadia |

| Arbitro: | Fröhlich |

|  |           |                                 |
|  | Marcatori | 28’ Salihamidžić 32’, 42’ Élber |

| Arbitro: | Stark |

|                               |           |                                            |
| Thiam 6’ Gerber 15’ Ganea 38’ | Marcatori | 43’ Meißner 58’ Labbadia 76’ Weissenberger |

### Coppa di Germania
| Arbitro: | Kemmling |

|  |           |                  |
|  | Marcatori | 21’, 79’ Meißner |

| Arbitro: | Buchhart |

|                     |           |                             |
| Waterink 33’ (aut.) | Marcatori | 16’ Meißner 45’ van der Ven |

| Arbitro: | Fröhlich |

|                            |           |                                 |
| Marić 55’ Kevric 71’, 110’ | Marcatori | 75’ Wichniarek 79’ (aut.) Özkan |

## Statistiche

### Statistiche di squadra
| Competizione      | Punti | In casa | In casa | In casa | In casa | In casa | In casa | In trasferta | In trasferta | In trasferta | In trasferta | In trasferta | In trasferta | Totale | Totale | Totale | Totale | Totale | Totale | DR  |
| Competizione      | Punti | G       | V       | N       | P       | Gf      | Gs      | G            | V            | N            | P            | Gf           | Gs           | G      | V      | N      | P      | Gf     | Gs     | DR  |
| ----------------- | ----- | ------- | ------- | ------- | ------- | ------- | ------- | ------------ | ------------ | ------------ | ------------ | ------------ | ------------ | ------ | ------ | ------ | ------ | ------ | ------ | --- |
| Bundesliga        | 30    | 17      | 4       | 6       | 7       | 22      | 24      | 17           | 3            | 3            | 11           | 18           | 37           | 34     | 7      | 9      | 18     | 40     | 61     | -21 |
| Coppa di Germania | -     | 0       | 0       | 0       | 0       | 0       | 0       | 3            | 2            | 0            | 1            | 6            | 4            | 3      | 2      | 0      | 1      | 6      | 4      | +2  |
| Totale            | 30    | 17      | 4       | 6       | 7       | 22      | 24      | 20           | 5            | 3            | 12           | 24           | 41           | 37     | 9      | 9      | 19     | 46     | 65     | -19 |

### Andamento in campionato
| Giornata  | 1 | 2  | 3 | 4 | 5 | 6 | 7  | 8  | 9  | 10 | 11 | 12 | 13 | 14 | 15 | 16 | 17 | 18 | 19 | 20 | 21 | 22 | 23 | 24 | 25 | 26 | 27 | 28 | 29 | 30 | 31 | 32 | 33 | 34 |
| --------- | - | -- | - | - | - | - | -- | -- | -- | -- | -- | -- | -- | -- | -- | -- | -- | -- | -- | -- | -- | -- | -- | -- | -- | -- | -- | -- | -- | -- | -- | -- | -- | -- |
| Luogo     | T | C  | T | C | T | C | T  | C  | T  | C  | C  | T  | C  | T  | C  | T  | C  | C  | T  | C  | T  | C  | T  | C  | T  | C  | T  | T  | C  | T  | C  | T  | C  | T  |
| Risultato | N | N  | V | N | P | V | P  | P  | P  | N  | N  | P  | P  | P  | P  | P  | P  | P  | P  | P  | P  | V  | N  | N  | V  | N  | P  | P  | V  | P  | V  | V  | P  | N  |
| Posizione | 6 | 12 | 6 | 6 | 9 | 6 | 11 | 14 | 14 | 15 | 15 | 15 | 15 | 15 | 17 | 17 | 17 | 17 | 18 | 18 | 18 | 18 | 18 | 18 | 17 | 17 | 17 | 18 | 17 | 17 | 17 | 17 | 17 | 17 |

Legenda:

Luogo: C = Casa; T = Trasferta. Risultato: V = Vittoria; N = Pareggio; P = Sconfitta.

### Statistiche dei giocatori
| Giocatore        | Bundesliga | Bundesliga | Bundesliga  | Bundesliga | Coppa di Germania | Coppa di Germania | Coppa di Germania | Coppa di Germania | Totale   | Totale | Totale      | Totale     |
| Giocatore        | Presenze   | Reti       | Ammonizioni | Espulsioni | Presenze          | Reti              | Ammonizioni       | Espulsioni        | Presenze | Reti   | Ammonizioni | Espulsioni |
| ---------------- | ---------- | ---------- | ----------- | ---------- | ----------------- | ----------------- | ----------------- | ----------------- | -------- | ------ | ----------- | ---------- |
| C. Alder         | 1          | 0          | 0           | 0          | 0                 | 0                 | 0                 | 0                 | 1        | 0      | 0           | 0          |
| K. Bagheri       | 11         | 1          | 0           | 0          | 2                 | 0                 | 0                 | 0                 | 13       | 1      | 0           | 0          |
| B. Baya          | 0          | 0          | 0           | 0          | 0                 | 0                 | 0                 | 0                 | 0        | 0      | 0           | 0          |
| J. Bode          | 24         | 3          | 1           | 0          | 3                 | 0                 | 0                 | 0                 | 27       | 3      | 1           | 0          |
| M. Borges        | 2          | 0          | 0           | 0          | 2                 | 0                 | 1                 | 0                 | 4        | 0      | 1           | 0          |
| K. Bremke        | 0          | 0          | 0           | 0          | 0                 | 0                 | 0                 | 0                 | 0        | 0      | 0           | 0          |
| J. Böhme         | 25         | 1          | 8           | 0          | 1                 | 0                 | 0                 | 0                 | 26       | 1      | 8           | 0          |
| M. Fensch        | 1          | 0          | 0           | 0          | 0                 | 0                 | 0                 | 0                 | 1        | 0      | 0           | 0          |
| T. Gansauge      | 10         | 0          | 2           | 0          | 0                 | 0                 | 0                 | 0                 | 10       | 0      | 2           | 0          |
| B. Göktan        | 14         | 1          | 2           | 0          | 2                 | 0                 | 0                 | 0                 | 16       | 1      | 2           | 0          |
| F. Gößling       | 1          | 0          | 0           | 0          | 0                 | 0                 | 0                 | 0                 | 1        | 0      | 0           | 0          |
| A. Hofschneider  | 22         | 0          | 4           | 0          | 2                 | 0                 | 1                 | 0                 | 24       | 0      | 5           | 0          |
| J. Ivanović      | 1          | 0          | 0           | 0          | 1                 | 0                 | 0                 | 0                 | 2        | 0      | 0           | 0          |
| A. Klitzpera     | 31         | 0          | 8           | 0          | 3                 | 0                 | 1                 | 0                 | 34       | 0      | 9           | 0          |
| G. Koch          | 16         | 0          | 3           | 0          | 0                 | 0                 | 0                 | 0                 | 16       | 0      | 3           | 0          |
| Ł. Kwasniok      | 0          | 0          | 0           | 0          | 0                 | 0                 | 0                 | 0                 | 0        | 0      | 0           | 0          |
| B. Labbadia      | 34         | 11         | 4           | 0          | 3                 | 0                 | 0                 | 0                 | 37       | 11     | 4           | 0          |
| R. Maul          | 28         | 1          | 4           | 0          | 2                 | 0                 | 1                 | 0                 | 30       | 1      | 5           | 0          |
| S. Meißner       | 27         | 5          | 9           | 0          | 3                 | 3                 | 0                 | 0                 | 30       | 8      | 9           | 0          |
| Z. Miletić       | 13         | 0          | 1           | 0          | 3                 | 0                 | 0                 | 0                 | 16       | 0      | 1           | 0          |
| B. Partyka       | 0          | 0          | 0           | 0          | 0                 | 0                 | 0                 | 0                 | 0        | 0      | 0           | 0          |
| J. Peeters       | 29         | 1          | 6           | 0          | 2                 | 0                 | 0                 | 0                 | 31       | 1      | 6           | 0          |
| R. Rydlewicz     | 29         | 0          | 2           | 0          | 3                 | 0                 | 1                 | 0                 | 32       | 0      | 3           | 0          |
| C. Saba          | 0          | 0          | 0           | 0          | 0                 | 0                 | 0                 | 0                 | 0        | 0      | 0           | 0          |
| M. Sternkopf     | 7          | 0          | 0           | 0          | 0                 | 0                 | 0                 | 0                 | 7        | 0      | 0           | 0          |
| R. Straal        | 7          | 0          | 0           | 0          | 0                 | 0                 | 0                 | 0                 | 7        | 0      | 0           | 0          |
| T. Stratos       | 31         | 4          | 4           | 0          | 2                 | 0                 | 0                 | 0                 | 33       | 4      | 4           | 0          |
| T. Waterink      | 21         | 0          | 3           | 0          | 2                 | 0                 | 1                 | 0                 | 23       | 0      | 4           | 0          |
| M. Weissenberger | 33         | 9          | 5           | 0          | 3                 | 0                 | 0                 | 0                 | 36       | 9      | 5           | 0          |
| A. Wichniarek    | 17         | 0          | 2           | 0          | 1                 | 1                 | 0                 | 0                 | 18       | 1      | 2           | 0          |
| M. Ziegler       | 5          | 0          | 0           | 0          | 0                 | 0                 | 0                 | 0                 | 5        | 0      | 0           | 0          |
| D. van der Ven   | 23         | 2          | 1           | 1          | 2                 | 1                 | 0                 | 0                 | 25       | 3      | 1           | 1          |